# 亚历山德罗·万尼尼
亚历山德罗·万尼尼（義大利語：Alessandro Vannini，1938年10月10日—），意大利男子曲棍球运动员。他曾代表意大利参加1960年夏季奥林匹克运动会曲棍球比赛，获得第十三名。